# Rambot Adan
Rambot Adan is een bestuurslaag in het regentschap Pidie van de provincie Atjeh, Indonesië. Rambot Adan telt 615 inwoners (volkstelling 2010).